# Michał Włodarczyk

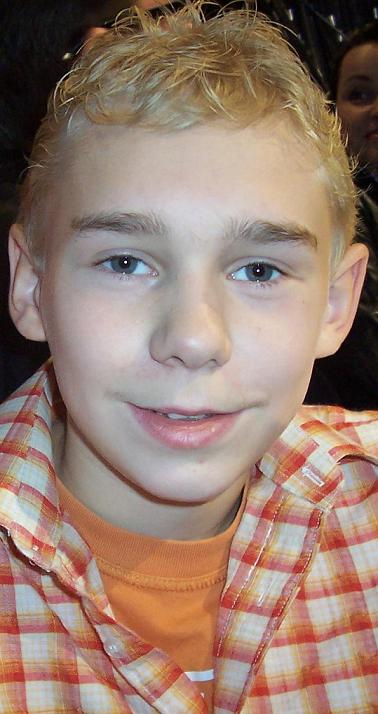
Michał Włodarczyk (2010)

Michał Włodarczyk (ur. 27 września 1995 w Warszawie) – polski aktor i amatorski zawodnik MMA.

## Życiorys

### Dzieciństwo i edukacja
W 2017 ukończył naukę w szkole aktorskiej Lart studio w Krakowie.

### Kariera
W 2005 zadebiutował na ekranie rolą w filmie Przybyli ułani. Popularność zdobył dzięki graniu roli Wojtka w serialu telewizyjnym Polsat Rodzina zastępcza (w latach 2007–2009) i Stasia w serialu TVP2 Londyńczycy (2008–2009).
W maju 2017 zdobył drugie miejsce na Pucharze Polski, organizowanym przez Amatorską Ligę MMA (ALMMA). Mieszane sztuki walki trenuje w klubie Warszawskie Centrum Atletyki.

## Filmografia
- 2005: Święta polskie – ojciec Jadźki w dzieciństwie (odc. pt. Przybyli ułani)
- 2005–2006: Pensjonat pod Różą – Krystian
- 2005: Kryminalni – chłopak z Pragi (odc. 37)
- 2006: Trójka do wzięcia – Kacper, brat Ingi
- 2006: Sezon na kaczki (etiuda szkolna) – Tomasz
- 2006: Job, czyli ostatnia szara komórka – mały Pele
- 2007, 2008: Faceci do wzięcia – Antoni, syn Romana (odc. 29, 91)
- 2007: Doktor Halina (spektakl telewizyjny) – chłopak
- 2007: Braciszek – syn piekarza
- 2007–2009: Rodzina zastępcza – Wojtek (odc. 260–312)
- 2008: Luksus (etiuda szkolna) – mały
- 2008–2009: Londyńczycy – Stanisław Malec
- 2008: Lejdis – Tybinkowski, uczeń Łucji
- 2009: Siemiany – Michał
- 2009: Przystań – Bartosz (odc. 10)
- 2009–2010: Plebania – Marek
- 2011: Układ warszawski – chłopak (odc. 4)
- 2011: Aida – Stefaniak (odc. 11, 13)
- 2014: Obywatel – uczeń zawodówki
- 2015: Ojciec Mateusz – Michał Wolski (odc. 168)
- 2016: Adaptacja (etiuda szkolna) – Michał
- 2016: 7 rzeczy, których nie wiecie o facetach – dresiarz z autobusu
- 2017: Powidoki – milicjant w mieszkaniu Niki
- 2017: Dzikie róże – obsada aktorska
- 2017: Czuwaj – Piotr
- 2017: Druga szansa – Sebastian, kolega Adriana (odc. 3 sezon 4)
- 2018: Mecenas Lena Barska – Arkadiusz Chojnacki (odc. 10–11)
- 2018: Ojciec Mateusz – Igor Stępień (odc. 244)
- 2018: Pierwsza miłość – strażak Sebastian
- 2020: Asymetria – „Gruszka”

### Dubbing
- 2006: Bambi II – Roni